# Michał Erazm Działyński
Michał Erazm Działyński herbu Ogończyk (ur. ok. 1590, zm. 1658 roku) – biskup kamieniecki od 1647, kanonik krakowski w 1643 roku, sekretarz królewski i kanonik warmiński w 1612 roku, biskup tytularny Hippo, opat komendatoryjny w Mogilnie.
Syn Stanisława, brat Jana, Stanisława i Mikołaja.
Opat mogileński w 1635, od 1624 biskup pomocniczy warmiński, biskup kamieniecki od 1646.
Papież Urban VIII  zatwierdził M. E. Działyńskiego biskupem pomocniczym warmińskim 15 kwietnia 1624 roku. Jednocześnie nadał mu biskupstwo in patribus Hippony. Papieską konfirmację dla tej nominacji  na prośbę biskupa warmińskiego królewicza Jana Alberta uzyskał kardynał-protektor Cosmo de Torres.
W 1648 roku uzyskał przywilej króla Władysława IV na założenie miasta Praga. Podpisał pacta conventa Jana II Kazimierza Wazy w 1648 roku.